# Synidotea pacifica
Synidotea pacifica är en kräftdjursart som beskrevs av Giuseppe Nobili 1906. Synidotea pacifica ingår i släktet Synidotea och familjen tånglöss. Inga underarter finns listade i Catalogue of Life.